# Cámara Colombo Venezolana
La Cámara Colombo Venezolana es una institución privada sin fines de lucro que trabaja por establecer mayores vínculos que contribuyan al afianzamiento y el desarrollo de las relaciones entre Colombia y Venezuela. 

## Historia
La Cámara de Comercio Colombo Venezolana fue constituida en Bogotá, el 14 de febrero de 1977. Las razones que llevaron a un grupo de empresarios a crear esta institución sin ánimo de lucro surgen del interés por establecer mayores vínculos que contribuyeran al afianzamiento y el desarrollo de las relaciones entre Colombia y Venezuela.
La CCV surgió como respuesta al contexto internacional y a los esfuerzos de los gobiernos de ambos países por construir una integración regional. La adhesión de Venezuela al Pacto Andino en 1973 permitió el incremento del comercio binacional, en un contexto en el que las uniones aduaneras eran consideradas el mejor instrumento de integración.
A partir de 1978 la Cámara realizó sus primeras publicaciones, con el apoyo de sus socios obtuvo su primera sede, y comenzó a organizar eventos en beneficio de sus afiliados, y a participar en otros. A mediados del mismo año se envió la primera misión a Caracas. En 1982 se inician los encuentros empresariales alternados en las distintas ciudades de Colombia y Venezuela con el apoyo de las instituciones de ambos países. En 1991 se crea el Consejo Empresarial Binacional compuesto por la Andi y Fedecámaras; Analdex y Avex; Fenalco y Consecomercio; Acoplásticos y Asoquim, Fedemetal y Aimm; Fedegan y Fedenaga; Asobancaria y Asobanca; Fasecolda y Cámaraseg;  y Cadivea, lo cual facilitó el entrelazamiento empresarial.
En la década de los noventa Colombia y Venezuela vivieron la máxima integración: creciente intercambio comercial de manufacturas, productos agrícolas y agroindustriales en ambos sentidos; transporte directo entre los dos países (en 24 horas un producto colombiano estaba en la estantería de los mercados venezolanos y viceversa) inversión cruzada en el sector financiero, frontera dinamizada por el comercio legal y 300.000 empleos son el testimonio histórico de que la integración colombo venezolana es un magnífico negocio de prosperidad y bienestar para los pueblos de Colombia y Venezuela
La CCV alcanza ya más de 30 años de labores ininterrumpidas, con el renovado propósito de fomentar una positiva relación binacional y dar apoyo a todos nuestros afiliados en sus actividades comerciales y de inversión en ambos países.

## Objetivos
Abogar por un marco institucional que proteja los derechos de las empresas vinculadas al comercio exterior binacional.
Informar a los afiliados sobre los cambios económicos e institucionales en el entorno binacional, dándoles herramientas para la toma de decisiones estratégicas.
Desarrollar una agenda de actividades que propenda por un buen ambiente de relacionamiento entre los dos países y favorezca la cooperación transfronteriza

## Trayectoria
Se han realizado encuentros empresariales desde 1982 con la presencia de los mandatarios y altas autoridades de los dos países con la representación de los principales gremios de Colombia y Venezuela.
Promotor y secretario técnico del Centro Empresarial Binacional en 1991.
Promotor y fundador de ExpoColombia y ExpoVenezuela con más de 100 expositores en cada oportunidad
Asesor y promotor ante el gobierno colombiano de varias iniciativas para promover y mantener el comercio binacional.

## Servicios

### Apoyo y asesoría en actividades de comercio exterior, entre Colombia y Venezuela
Información de la normativa vigente del comercio exterior.
Soporte en temas de integración, reformas económicas, políticas y sectoriales.
Información sobre trámites de comercio exterior (requisitos, documentación, certificados, etc.) para importaciones y/o exportaciones.
Asesoría y capacitación en el sistema cambiario y gestión de pagos en Venezuela

### Apoyo en el desarrollo de actividades de inversión entre Colombia y Venezuela
Asesoría y respaldo técnico para la evaluación de oportunidades de inversión en Venezuela y Colombia.
Información sobre los regímenes de inversión extranjera vigentes en ambos países.
Asesoría en trámites de constitución de sociedades con capital extranjero
Información sobre riesgos y oportunidades asociados a los diferentes sectores de la economía.

### Información económica para toma de decisiones estratégicas
Análisis de la coyuntura económica Colombo Venezolana y de la región.
Análisis sobre los principales cambios normativos del comercio y la inversión.
Análisis sobre el mercado financiero y cambiario en Colombia y Venezuela
Información estadística desagregada sobre el comercio binacional
Comunicados sobre cambios en la regulación aduanera, tributaria y cambiaria
Estudios de mercado para el desarrollo de líneas de negocio en Colombia y Venezuela

## Publicaciones
Libro Colombia y Venezuela- Hermanos por siempre
Revista de coyuntura económica : Colombia, Venezuela y el Mundo